# Región autónoma

Países con al menos un área autónoma.

Una Región autónoma es un tipo de división administrativa con algún grado de autonomía, ya sea total o parcial. Estos territorios algunas veces son los terrenos con minoría de algunas etnias, que cuentan con su propio idioma y sistema jurídico separado del país. Algunas de ellas tienen su propia moneda. Por su autonomía, estas regiones son consideradas dentro de la división política del país que las contiene. En su historia estas regiones pudieron haber sido alguna vez naciones independientes anexadas por alguna guerra o conflicto, o simplemente porque así estos territorios decidieron anexarse, o pueden ser áreas que son étnicamente diferentes al resto del país. Algunas veces estas regiones reciben el título de provincia, distrito o algún otro nombre.

## Regiones autónomas

### Nicaragua
- Costa Caribe Norte
- Costa Caribe Sur

### Pakistán
- Cachemira Azad
- Jammu y Cachemira

### Santo Tomé y Príncipe
- Isla de Príncipe